# Atletisme als Jocs Olímpics d'Estiu de 1956
Als Jocs Olímpics d'Estiu de 1956 celebrats a la ciutat de Melbourne (Austràlia) es disputaren 33 proves atlètiques, 24 en categoria masculina i 9 en categoria femenina. Les proves es disputaren al Melbourne Cricket Ground entre els dies 23 de novembre i 1 de desembre de 1956. Hi participaren un total de 720 atletes de 61 comitès nacionals diferents.

## Resum de medalles

### Categoria masculina
| Prova                          | Or                                                                        | Argent                                                                             | Bronze                                                                       |
| 100 m Detalls                  | Bobby Joe Morrow                                                          | Thane Baker                                                                        | Hector Hogan                                                                 |
| 200 m Detalls                  | Bobby Joe Morrow                                                          | Andy Stanfield                                                                     | Thane Baker                                                                  |
| 400 m Detalls                  | Charlie Jenkins                                                           | Karl-Friedrich Haas                                                                | Voitto Hellsten                                                              |
| 400 m Detalls                  | Charlie Jenkins                                                           | Karl-Friedrich Haas                                                                | Ardalion Ignatyev                                                            |
| 800 m Detalls                  | Tom Courtney                                                              | Derek Johnson                                                                      | Audun Boysen                                                                 |
| 1.500 m Detalls                | Ron Delany                                                                | Klaus Richtzenhain                                                                 | John Landy                                                                   |
| 5.000 m Detalls                | Vladimir Kuts                                                             | Gordon Pirie                                                                       | Derek Ibbotson                                                               |
| 10.000 m Detalls               | Vladimir Kuts                                                             | József Kovács                                                                      | Allan Lawrence                                                               |
| Marató Detalls                 | Alain Mimoun                                                              | Franjo Mihalić                                                                     | Veikko Karvonen                                                              |
| 110 m tanques Detalls          | Lee Calhoun                                                               | Jack Davis                                                                         | Joel Shankle                                                                 |
| 400 m tanques Detalls          | Glenn Ashby Davis                                                         | Eddie Southern                                                                     | Joshua Culbreath                                                             |
| 3.000 m obstacles Detalls      | Chris Brasher                                                             | Sándor Rozsnyói                                                                    | Ernst Larsen                                                                 |
| 4x100 m relleus Detalls        | Estats UnitsThane Baker · Leamon King · Bobby Joe Morrow · Ira Murchison  | Unió SovièticaLeonid Bartenev · Yuri Konovalov · Vladimir Sukharev · Boris Tokarev | AlemanyaHeinz Fütterer · Manfred Germar · Lothar Knörzer · Leonhard Pohl     |
| 4x400 m relleus Detalls        | Estats UnitsTom Courtney · Charlie Jenkins · Louis Jones · Jesse Mashburn | AustràliaGraham Gipson · Kevan Gosper · Leon Gregory · David Lean                  | Regne UnitFrancis Higgins · Derek Johnson · John Salisbury · Michael Wheeler |
| 20 km marxa Detalls            | Leonid Spirin                                                             | Antanas Mikenas                                                                    | Bruno Junk                                                                   |
| 50 km marxa Detalls            | Norman Read                                                               | Yevgeni Maskinskov                                                                 | John Ljunggren                                                               |
| Salt de llargada Detalls       | Greg Bell                                                                 | John Bennett                                                                       | Jorma Valkama                                                                |
| Triple salt Detalls            | Adhemar da Silva                                                          | Vilhjálmur Einarsson                                                               | Vitold Kreer                                                                 |
| Salt d'alçada Detalls          | Charles Dumas                                                             | Charles Porter                                                                     | Igor Kashkarov                                                               |
| Salt amb perxa Detalls         | Bob Richards                                                              | Bob Gutowski                                                                       | Geórgios Rumbanis                                                            |
| Llançament de pes Detalls      | Parry O'Brien                                                             | Bill Nieder                                                                        | Jiří Skobla                                                                  |
| Llançament de disc Detalls     | Al Oerter                                                                 | Fortune Gordien                                                                    | Desmond Koch                                                                 |
| Llançament de javelina Detalls | Egil Danielsen                                                            | Janusz Sidło                                                                       | Viktor Tsybulenko                                                            |
| Llançament de martell Detalls  | Harold Connolly                                                           | Mikhail Krivonosov                                                                 | Anatoli Samotsvetov                                                          |
| Decatló Detalls                | Milt Campbell                                                             | Rafer Johnson                                                                      | Vasili Kuznetsov                                                             |

### Categoria femenina
| Prova                          | Or                                                                         | Argent                                                                  | Bronze                                                                       |
| 100 m Detalls                  | Betty Cuthbert                                                             | Christa Stubnick                                                        | Marlene Matthews                                                             |
| 200 m Detalls                  | Betty Cuthbert                                                             | Christa Stubnick                                                        | Marlene Matthews                                                             |
| 80 m tanques Detalls           | Shirley Strickland                                                         | Gisela Köhler                                                           | Norma Thrower                                                                |
| 4x100 m relleus Detalls        | AustràliaNorma Croker · Betty Cuthbert · Fleur Mellor · Shirley Strickland | Regne UnitHeather Armitage · Anne Pashley · June Foulds · Jean Scrivens | Estats UnitsIsabelle Daniels · Mae Faggs · Margaret Matthews · Wilma Rudolph |
| Salt de llargada Detalls       | Elżbieta Krzesińska                                                        | Willye White                                                            | Nadezhda Khnykina                                                            |
| Salt d'alçada Detalls          | Mildred McDaniel                                                           | Thelma Hopkins                                                          | No es concedí                                                                |
| Salt d'alçada Detalls          | Mildred McDaniel                                                           | Mariya Pissareva                                                        | No es concedí                                                                |
| Llançament de pes Detalls      | Tamara Tyshkevich                                                          | Galina Zybina                                                           | Marianne Werner                                                              |
| Llançament de disc Detalls     | Olga Fikotová                                                              | Irina Beglyakova                                                        | Nina Romashkova                                                              |
| Llançament de javelina Detalls | Inese Yaunzeme                                                             | Marlene Ahrens                                                          | Nadezhda Konyaeva                                                            |

## Medaller
| Posició | País           | Or | Argent | Bronze | Total |
| 1       | Estats Units   | 16 | 10     | 5      | 31    |
| 2       | Unió Soviètica | 5  | 7      | 10     | 22    |
| 3       | Austràlia      | 4  | 2      | 6      | 12    |
| 4       | Regne Unit     | 1  | 4      | 2      | 7     |
| 5       | Polònia        | 1  | 1      | 0      | 2     |
| 6       | Noruega        | 1  | 0      | 2      | 3     |
| 7       | Txecoslovàquia | 1  | 0      | 1      | 2     |
| 8       | Brasil         | 1  | 0      | 0      | 1     |
| 8       | França         | 1  | 0      | 0      | 1     |
| 8       | Irlanda        | 1  | 0      | 0      | 1     |
| 8       | Nova Zelanda   | 1  | 0      | 0      | 1     |
| 12      | Alemanya       | 0  | 5      | 2      | 7     |
| 13      | Hongria        | 0  | 2      | 0      | 2     |
| 14      | Islàndia       | 0  | 1      | 0      | 1     |
| 14      | Iugoslàvia     | 0  | 1      | 0      | 1     |
| 14      | Xile           | 0  | 1      | 0      | 1     |
| 17      | Finlàndia      | 0  | 0      | 3      | 3     |
| 18      | Grècia         | 0  | 0      | 1      | 1     |
| 18      | Suècia         | 0  | 0      | 1      | 1     |